# Ben Segers (politicus)
Ben Segers (Wilrijk, 11 september 1982) is een Belgisch politicus voor Vooruit.

## Levensloop
Van opleiding master in de rechten, werd Segers in 2010 medewerker van de sp.a-fractie in de Senaat, waar hij de werkgroep Mensenhandel opvolgde. Vervolgens werkte hij van 2011 tot 2014 als raadgever op het kabinet van toenmalig vicepremier Johan Vande Lanotte. In 2014 werd hij parlementair medewerker van toenmalig Vlaams Parlementslid Yasmine Kherbache om daarna van 2016 tot 2019 als raadgever asiel en migratie op de studiedienst van sp.a te gaan werken.
Van 2013 tot 2016 was Segers eveneens ondervoorzitter van de sp.a-afdeling van het district Antwerpen. In september 2019 werd hij in opvolging van Stephanie Van Houtven ook districtsraadslid en districtsschepen van Borgerhout, bevoegd voor Cultuur, Erfgoed, Feestelijkheden, Mobiliteit, Participatie Openbaar Domein, Communicatie en Dierenwelzijn. In oktober 2020 nam hij ontslag als districtsschepen om zich voluit toe te leggen op zijn Kamerlidmaatschap. Hij bleef wel nog tot eind 2024 in de districtsraad van Borgerhout zetelen.
Bij de federale verkiezingen van 26 mei 2019 stond Ben Segers als eerste opvolger op de sp.a-lijst voor de Kamer van volksvertegenwoordigers in de kieskring Antwerpen. In december 2019 werd hij effectief Kamerlid in opvolging van Yasmine Kherbache, die ontslag had genomen om rechter bij het Grondwettelijk Hof te worden. Bij de federale verkiezingen van 9 juni 2024 kreeg Segers de vierde plaats op de Vooruit-lijst in Antwerpen, maar hij werd niet herkozen.
In oktober 2024 werd Segers verkozen tot gemeenteraadslid van de stad Antwerpen.